# Дидакна Барбот де Марни
Дидакна Барбот де Марни (лат. Didacna barbotdemarnii) — вид солоноватоводных двустворчатых моллюсков семейства сердцевидок (Cardiidae). Раковина удлинённо-овальная, длиной до 30 мм, высотой до 20 мм, покрыта очень плоскими рёбрами, часто выделенными лишь цветом. Эндемик Каспийского моря. Распространён в Южном и Среднем Каспии, а также на юге Северного Каспия на глубинах от 0 до 30—42 м. Предпочитает песчаные грунты. Назван в честь русского геолога Николая Павловича Барбота де Марни.

## Описание
Раковина удлинённо-овальная, почти равносторонняя, относительно толстостенная, умеренно выпуклая. Длина раковины до 30 мм, высота до 20 мм, выпуклость до 13 мм. Макушка слабо выступающая, находится почти по центру или несколько смещена к переднему краю. Поверхность раковины покрыта 19—26 сильно уплощёнными радиальными рёбрами, которые шире или равны межрёберным промежуткам и часто выделены лишь цветом. Килевой перегиб сглаженный или выделен острым ребром. Окраска кремовая. Межрёберные промежутки зачастую темнее. Внутренняя поверхность белая с коричнево-красным пятном на заднем крае. Периостракум тонкий, желтовато-зелёный.

### Отличия от других видов
Didacna barbotdemarnii отличается от других представителей рода менее выступающей макушкой, менее выпуклыми створками, бо́льшим макушечным углом и более мелкими размерами во взрослом состоянии.
Молодые особи уродливой дидакны (Didacna longipes) в отличие от D. barbotdemarnii имеют более толстостенные раковины с более частой ребристостью, более выраженными линиями роста, более узкой макушкой, менее острым килевым перегибом, более широко закруглённым переднем краем, слабее оттянутым задним краем и меньшей угловатостью на границе заднего и спинного краёв.
Створки молодых особей тригоновидной дидакны (Didacna trigonoides) менее широкие, более выпуклые и имеют меньше рёбер по сравнению с D. barbotdemarnii.
Ископаемый вид Didacna ebersini отличается от D. barbotdemarnii менее широкими и более выпуклыми створками с меньшим макушечным углом.

## Распространие и экология
Эндемик Каспийского моря. Распространён в Южном и Среднем Каспии, а также на юге Северного Каспия на глубинах от 0 до 30—42 м. Предпочитает песчаные грунты и часто обитает совместно с Didacna longipes. В Северном Каспии обитает вместе с Cerastoderma glaucum и интродуцированным Mytilaster minimus.
Природоохранный статус вида не установлен.

## Происхождение
Данный вид, как и многие современные представители рода Didacna, возник в Каспийском море около 7 тысяч лет назад. В ископаемом состоянии он встречается в голоценовых отложениях (новокаспийский горизонт). По мнению Л. А. Невесской (2007) вид, скорее всего, произошёл от ископаемой Didacna ebersini.

## Таксономия
Впервые вид был описан русским зоологом Оскаром Андреевичем Гриммом в 1877 году под названием Cardium Barbot-de-Marnii. Видовое название было дано в честь русского геолога Николая Павловича Барбота де Марни. В 1967 году Б. М. Логвиненко и Я. И. Старобогатов в качестве лектотипа обозначили экземпляр, найденный Гриммом в Каспийском море на глубине 15 м (44°17′ с. ш. 50°22' в. д.) и хранящийся в Зоологическом институте Российской Академии наук.
Л. А. Невесская (2007) считала, что Didacna longipes невозможно определить по существующим описаниям и описала новый вид — Didacna carinata. По описанию D. carinata очень сходен с D. barbotdemarnii, отличаясь более высокой макушкой, более острым килевым перегибом в области макушки, более выпуклыми створками и менее развитыми кардинальными зубами. Согласно П. В. Кияшко (2013), D. longipes является самостоятельным видом, в то время как признаки D. carinata характерны как для D. longipes, так и для D. barbotdemarnii. Таксономический статус D. carinata неясен и название указывается в качестве возможного синонима D. longipes или D. barbotdemarnii.